# Herb Ozimka
Herb Ozimka – jeden z symboli miasta Ozimek i gminy Ozimek w postaci herbu.

## Wygląd i symbolika
Herb Ozimka jest dwudzielny w słup, przedstawia w heraldycznie prawym czerwonym polu połowę srebrnego orła, w polu lewym barwy srebrnej połowa kadzi hutniczej barwy czarnej. W podstawie tarczy sylwetka stalowego mostu wiszącego na tle rzeki (Mała Panew) barwy purpurowej.
Herb ma symbolizować najbardziej znany zabytek miejscowości (most wiszący) oraz tradycje hutnicze.

## Historia
Herb przyjęła Miejska Rada Narodowa w 1975 roku. Herb ten nie jest zgodny z zasadami heraldycznymi – większość jego elementów nie występuje w heraldyce, błędem jest też umieszczenie połowy białego orła zamiast orła górnośląskiego.